# Escalquens
Escalquens är en kommun i departementet Haute-Garonne i regionen Occitanien i södra Frankrike. Kommunen ligger i kantonen Montgiscard som tillhör arrondissementet Toulouse. År 2022 hade Escalquens 6 990 invånare.

## Befolkningsutveckling
Antalet invånare i kommunen Escalquens

## Monument

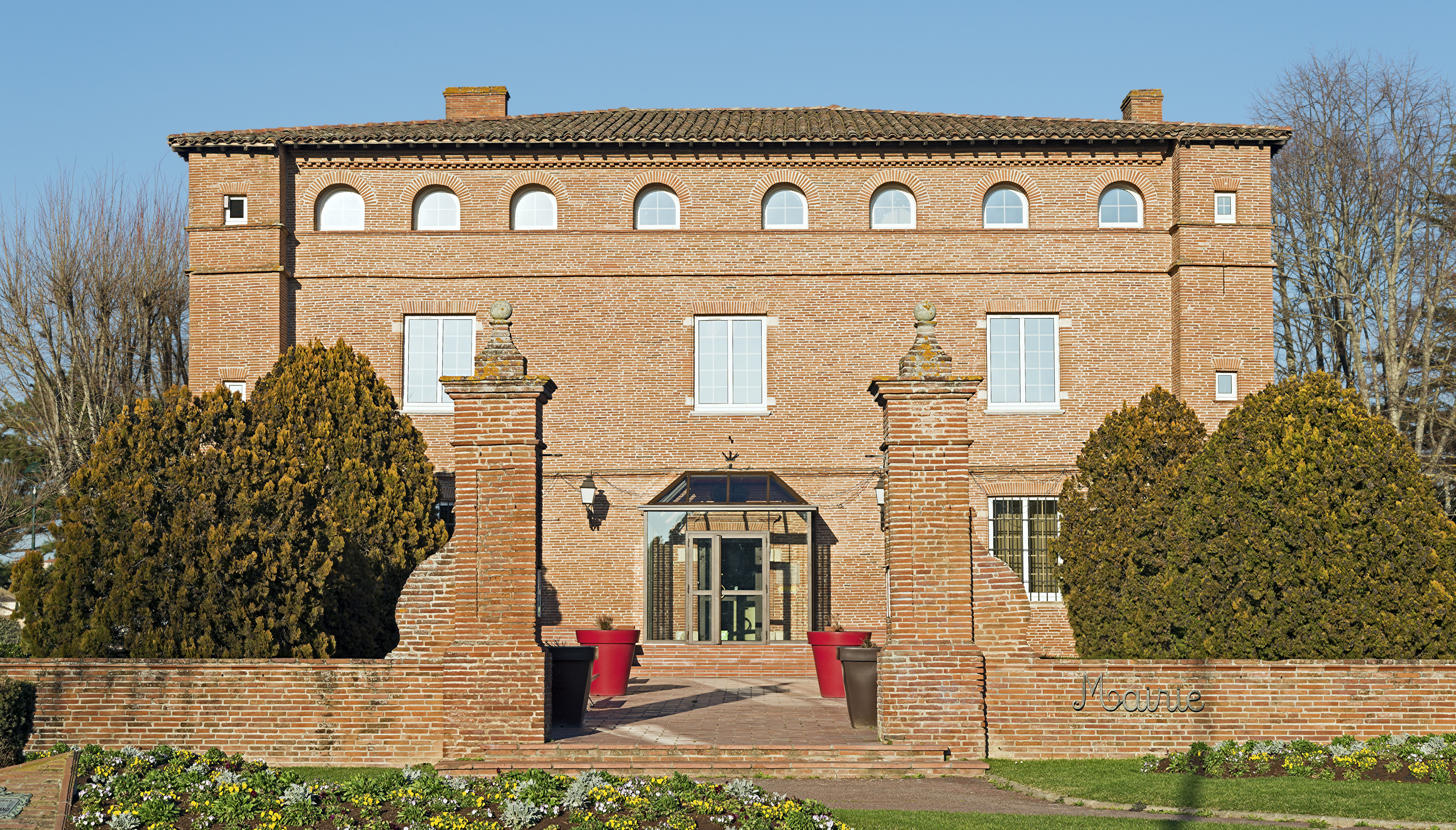
Stadshuset.
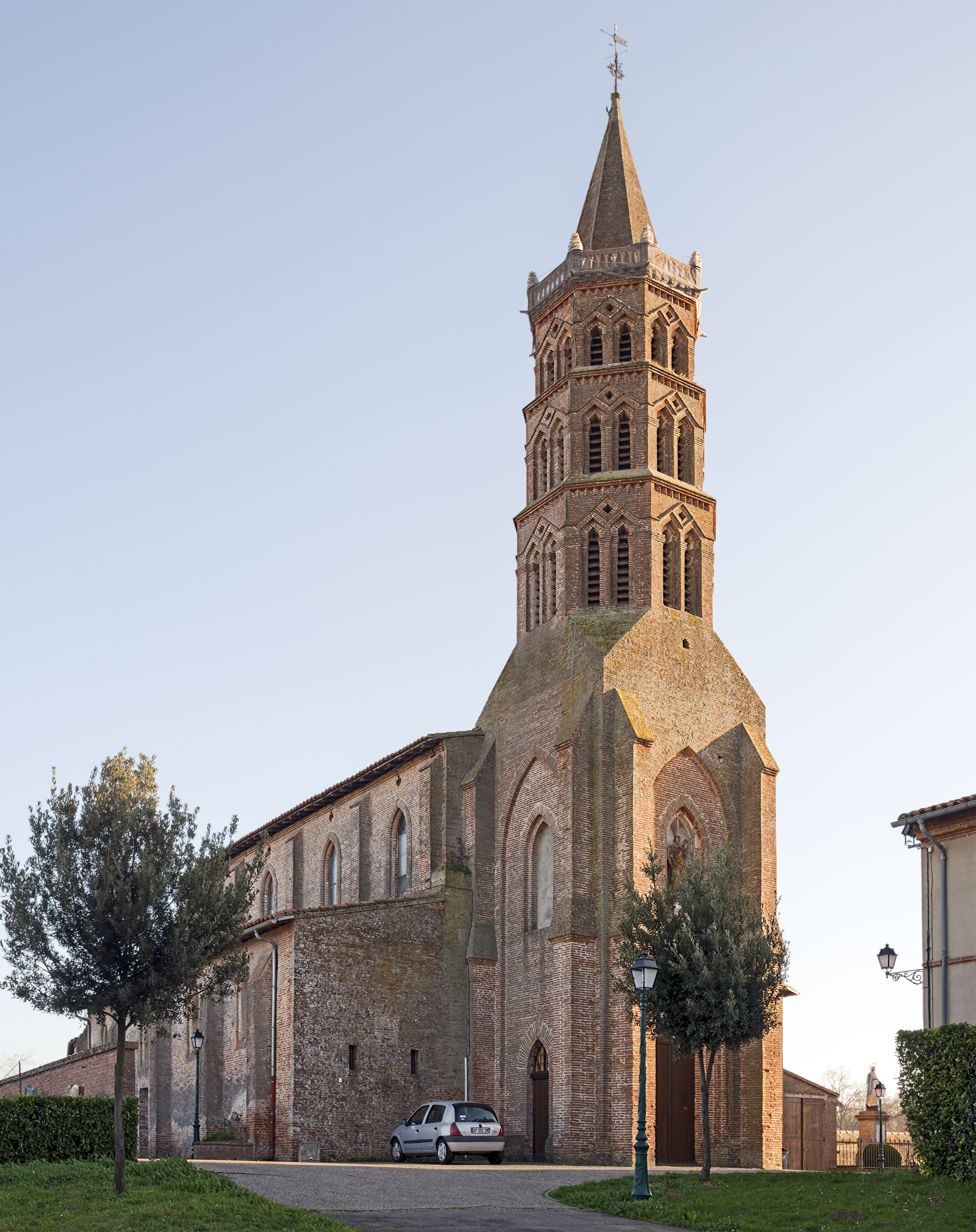
Kyrkan St.Martin.
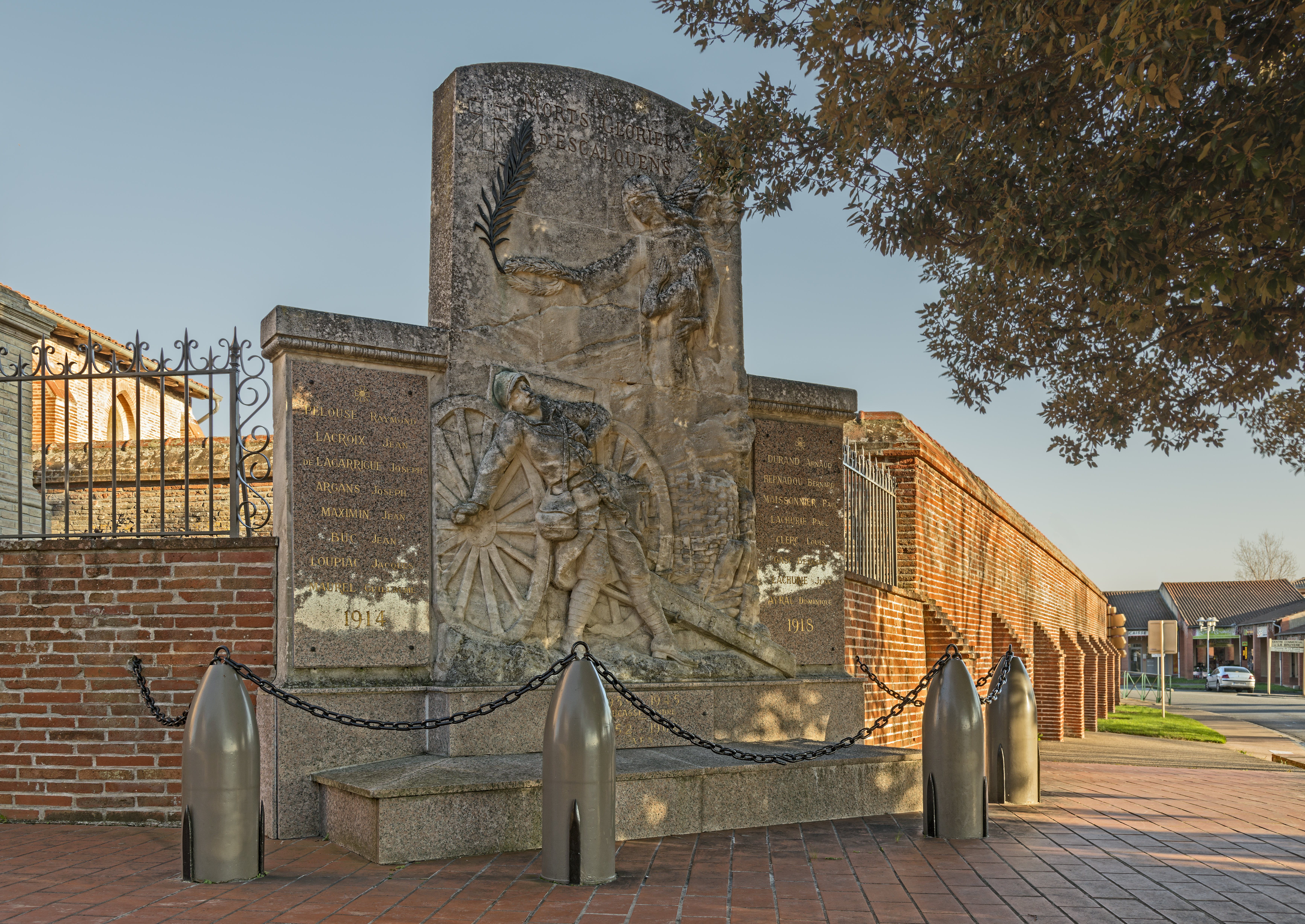
Krigsmonument.

Referens:INSEE